# 大阪府立柏原東高等学校
大阪府立柏原東高等学校（おおさかふりつ かしわらひがしこうとうがっこう）は、かつて大阪府柏原市にあった公立高等学校。

## 概要
1977年に全日制普通科高等学校として開校したが、2021年3月をもって大阪府立八尾翠翔高等学校に機能統合される形で閉校となった高等学校である。開校から閉校までの間、一貫して全日制普通科を設置していた。柏原市にあった唯一の大阪府立高等学校でもあった。学校関係者や地域からは「かしとん」の略称で呼ばれていた。
学校敷地は、古墳時代後期の古墳・平尾山古墳群内に立地していた。
1年次には基礎学力の充実に力を入れ、2-3年次には進路に応じて多様な選択科目が用意されている。また1年生では35人学級を実施していた。
柏原市立中学校6校（柏原・堅上・堅下北・堅下南・国分・玉手の各中学校）と連携した「柏原地域連携型中高一貫教育」を2010年度より実施し、中学校・高等学校間で書写・書道の共同展覧会を開くなどの連携を進めていた。また、2010年度からの対象中学校卒業見込者のうち柏原東高等学校進学希望者については「連携型中高一貫教育に係る入学者選抜」を2011年から実施していた。
また2010年代には大阪教育大学および同大学などの連合教職大学院と連携し、教育実習生の受け入れ、学生の登校指導体験や授業見学・学習支援サポート、大学院生の実践研究などの取り組みを実施していた。
閉校後の学校事務は、機能統合先の八尾翠翔高等学校が担っている。八尾翠翔高等学校の校内に、柏原東高等学校の記念室と記念碑が設置されている。

## 沿革

### 開校の経緯
のちの学校敷地にあたる一帯では古墳の存在が確認され､研究者らが保存や調査を訴えていた。しかし1969年以降採土工事の現場となり、建設会社数社の土地となったのちに、大阪府の府有地になっていた。
柏原市に新設高等学校を設置する際の用地としてこの場所が選ばれ、1976年4月15日に大阪府議会で仮称「大阪府立第109高等学校」の設置予算が議決された。同日より大阪府教育委員会事務局内に開校準備室が設置され、開校準備業務をおこなった。
1976年6月9日に第一期工事に着工した。学校では、この日を創立記念日として位置づけていた。
1976年12月17日に大阪府議会で設置条例が議決され、大阪府立柏原東高等学校設置が正式に決まった。
1977年1月1日付で大阪府条例に基づく大阪府立柏原東高等学校が設置され、開校準備業務をおこなった。当初は大阪府立八尾東高等学校内に開校準備室を設置を設置し、1977年2月に校舎が竣工したことに伴って移転している。
1977年4月より生徒を受け入れて、全日制高等学校として開校した。

### 閉校
大阪府教育委員会は2017年11月17日の教育委員会会議において、柏原東高等学校が府立高等学校再編基準（3年連続で定員割れ）に該当したことから2019年度入学者を募集せず、2019年度から大阪府立八尾翠翔高等学校へ機能統合をおこなうことを決定した。同時に、柏原市立中学校6校の卒業見込者に対する「連携型中高一貫教育に係る入学者選抜」の実施も中止する方針を明らかにした。
大阪府議会で学校統廃合に関する条例が可決・成立したことに伴い、柏原東高等学校は2019年度以降の生徒募集を停止し、最終学年が卒業する2021年3月末日をもって閉校した。

### 年表
- 1976年4月15日 - 大阪府立第109高等学校（仮称）の予算が承認される[5]。
- 1976年6月9日 - 工事着工。この日を創立記念日とする[5]。
- 1976年12月17日 - 大阪府条例改正案が大阪府議会で成立し、大阪府立柏原東高等学校の設置が正式決定。
- 1977年1月1日 - 大阪府条例により大阪府立柏原東高等学校を設置。大阪府立八尾東高等学校内に開校準備室を設置。
- 1977年2月26日 - 第1期校舎竣工。開校準備室を移転。
- 1977年4月1日 - 大阪府立柏原東高等学校として開校。全日制普通科を設置する。
- 1995年 - 情報処理コースを設置。
- 2007年 - 制服を改定。
- 2009年11月22日 - 大阪府教育委員会より、連携型中高一貫教育実施校に指定。
- 2010年 - 連携型中高一貫教育を開始。
- 2019年 - 生徒募集停止。大阪府立八尾翠翔高等学校に機能統合。
- 2021年3月7日 - 最終学年の卒業式と閉校式を実施。
- 2021年3月31日- 閉校。

## 出身者
- 園田泰隆 - 声優。
- 竹若志穂 - フリーアナウンサー。

## 交通
- 関西本線（大和路線） 高井田駅 東へ約1km。

## 関連文献
- 『大阪府立柏原東高等学校44年のあゆみ』大阪府立柏原東高等学校、2021年。
- 『創立40周年記念誌』大阪府立柏原東高等学校、2016年。
- 『創立30周年記念誌』大阪府立柏原東高等学校、2006年。
- 『創立20周年記念誌』大阪府立柏原東高等学校、1996年。
- 『創立10周年記念誌』大阪府立柏原東高等学校、1986年。
- 『創立5周年記念誌』大阪府立柏原東高等学校、1981年。